# Börta Cornelius
Börta Cornelius, död på Sötången på Tjörn 27 januari 1672, var en svensk kvinna som avrättades för trolldom i Bohuslän under det stora oväsendet. 
Börta Cornelius var bosatt på Kärringön. Hon angavs av Malin på Härrön och Elin i Staxäng. När hon fick höra att hon eftersöktes för trolldom, försökte hon undvika arrestering. När hon arresterades, föreslog hon att de tagit fel person. 
Hon underkastades vattenprovet, och misslyckades genom att flyta på vattnet. Hon bekände att hon hade mött Satan genom att dricka vin och mjöd som Malin på Härrön givit henne, och sedan försvurit sig till honom, och haft samlag med honom tre gånger: "tre resor fullkommeligen bolat med Satan, som hette Kong Bolis". Hon hade inskrivits i Satans bok med sitt blod, låtit sig döpas av honom, och ridit till häxsabbat på en bock.
Hon var en av de åtta personer som den 27 januari 1672 avrättades på Sötången på Tjörn, då Malin Ruths, Pär Madzen från Mollesund, Rangnelle från Lösbo, Kjerstin Swen Sneckers, Helga i Pilanna, Börta Cornelius, Ingrid Jutes och Börta Pärs blev halshuggna och brända.